# تشارلز أو. اندروز
تشارلز أو. اندروز هو قاضي ومحامي وسياسي أمريكي، ولد في 7 مارس 1877 في بونس دي ليون في الولايات المتحدة، وتوفي في 18 سبتمبر 1946 في واشنطن العاصمة في الولايات المتحدة. نشط حزبياً في الحزب الديمقراطي.

## مناصب
- انتخب عضو مجلس الشيوخ الأمريكي [الإنجليزية]‏ عن دائرة Florida Class 1 senate seat ‏ وقد انضم خلال فترته النيابية [الإنجليزية]‏ (3 يناير 1945 – 18 سبتمبر 1946) للكتلة البرلمانية الحزب الديمقراطي.
- انتخب عضو مجلس الشيوخ الأمريكي [الإنجليزية]‏ عن دائرة Florida Class 1 senate seat ‏ وقد انضم خلال فترته النيابية [الإنجليزية]‏ (3 يناير 1943 – 3 يناير 1945) للكتلة البرلمانية الحزب الديمقراطي.
- انتخب عضو مجلس الشيوخ الأمريكي [الإنجليزية]‏ عن دائرة Florida Class 1 senate seat ‏ وقد انضم خلال فترته النيابية [الإنجليزية]‏ (3 يناير 1941 – 3 يناير 1943) للكتلة البرلمانية الحزب الديمقراطي.
- انتخب عضو مجلس الشيوخ الأمريكي [الإنجليزية]‏ عن دائرة Florida Class 1 senate seat ‏ وقد انضم خلال فترته النيابية [الإنجليزية]‏ (3 يناير 1939 – 3 يناير 1941) للكتلة البرلمانية الحزب الديمقراطي.
- انتخب عضو مجلس الشيوخ الأمريكي [الإنجليزية]‏ عن دائرة Florida Class 1 senate seat ‏ وقد انضم خلال فترته النيابية (3 يناير 1937 – 3 يناير 1939) للكتلة البرلمانية الحزب الديمقراطي.
- انتخب عضو مجلس الشيوخ الأمريكي [الإنجليزية]‏ عن دائرة Florida Class 1 senate seat ‏ وقد انضم خلال فترته النيابية [الإنجليزية]‏ (4 نوفمبر 1936 – 3 يناير 1937) للكتلة البرلمانية الحزب الديمقراطي.
- انتخب عضو مجلس نواب فلوريدا  [لغات أخرى]‏.
- انتخب عضو مجلس الشيوخ الأمريكي [الإنجليزية]‏.